# Yalfān
Yalfān (persiska: يَلفان, يَلپان, یلفان) är en ort i Iran.   Den ligger i provinsen Hamadan, i den nordvästra delen av landet, 280 km väster om huvudstaden Teheran. Yalfān ligger 1 986 meter över havet och antalet invånare är 536.
Terrängen runt Yalfān är huvudsakligen kuperad, men norrut är den platt. Runt Yalfān är det ganska tätbefolkat, med 104 invånare per kvadratkilometer. Närmaste större samhälle är Āzādshahr, 7,1 km nordväst om Yalfān. Trakten runt Yalfān består i huvudsak av gräsmarker.